# 小行星20624
小行星20624（20624 Dariozanetti）是一颗绕太阳运转的小行星，为主小行星带小行星。该小行星于1999年10月9日发现。

## 轨道参数
小行星20624的轨道半长轴为2.5633695 UA，离心率为0.102。